# Jules Printemps
 (août 2017).
Si vous disposez d'ouvrages ou d'articles de référence ou si vous connaissez des sites web de qualité traitant du thème abordé ici, merci de compléter l'article en donnant les références utiles à sa vérifiabilité et en les liant à la section « Notes et références ».
Pour les articles homonymes, voir Printemps (homonymie).
Jules Louis Printemps, né à Wazemmes le 29 mars 1851 et mort à Paris (1er arrondissement) le 26 mars 1899, est un sculpteur français.

## Biographie
Élève de François Jouffroy et d'Alexandre Falguière à l'École des beaux-arts de Paris, Jules Printemps obtient une mention au concours semestriel de la grande figure modelée en mars 1874, et une médaille au concours d'anatomie la même année. Il tente dès 1875 le prix de Rome et concourt sur le thème Homère chantant ses poésies, sans remporter le prix. Il obtient en octobre 1880 une troisième place au concours de l'esquisse modelée, et une troisième place au concours de la grande figure. De nouveau candidat au prix de Rome en 1881, il échoue au deuxième essai, à la 26e place. 
Il débute au Salon en 1878 avec un modèle de sépulture en plâtre, et exposera régulièrement au Salon. Il obtient une médaille de troisième classe au Salon de 1879 en exposant un plâtre de son Adraste mourant au tombeau d'Atys, et une médaille de bronze à l'Exposition universelle de 1889, où il présente deux compositions : un Hercule brisant sa lyre et Baudin tué sur la barricade.
Il expose surtout de nombreux bustes. Un buste en bronze de Jean-Baptiste Trystram est acquis par le musée des beaux-arts de Dunkerque. Il réalise un buste en plâtre du général Faidherbe vers 1881, puis en marbre vers 1895 pour la salle d'honneur de la garde républicaine de Lille. Il présente un buste de la baronne de Rango au Salon de 1891, un buste du député Paul Remoiville aux Salons de 1885 et 1897, un buste en terre cuite de Mme Victor Borie au Salon de 1880, celui d'Edmond Perrier au Salon de 1894, un buste de Lazare Carnot au Salon de 1895. 
L'artiste répond à plusieurs commandes décoratives. En 1879, il reçoit commande d'un bas-relief représentant Platon pour la façade du palais des facultés de Grenoble. En 1881, il sculpte l'effigie de l'empereur romain Claude ornant l'atrium de l'hôtel de préfecture du Rhône à Lyon. Il sculpte en 1882-1883 la statue de Simon Le Mattre ornant la façade du nouvel hôtel de ville d'Amiens. Son Personnage de la Renaissance en plâtre, déposé en 1892 à la délégation militaire de Troyes, n'est plus localisé.
Il s'illustre dans les années 1890 par plusieurs réalisations à sujets aimables : une Coquetterie en plâtre est exposée au Salon de 1890, Le Petit épaté au Salon de 1896, et une allégorie de L'Incrédulité au Salon de 1898.
Jules Printemps meurt en mars 1899 trois jours avant son 48e anniversaire, des suites d'une bronchopneumonie.

## Liste des œuvres

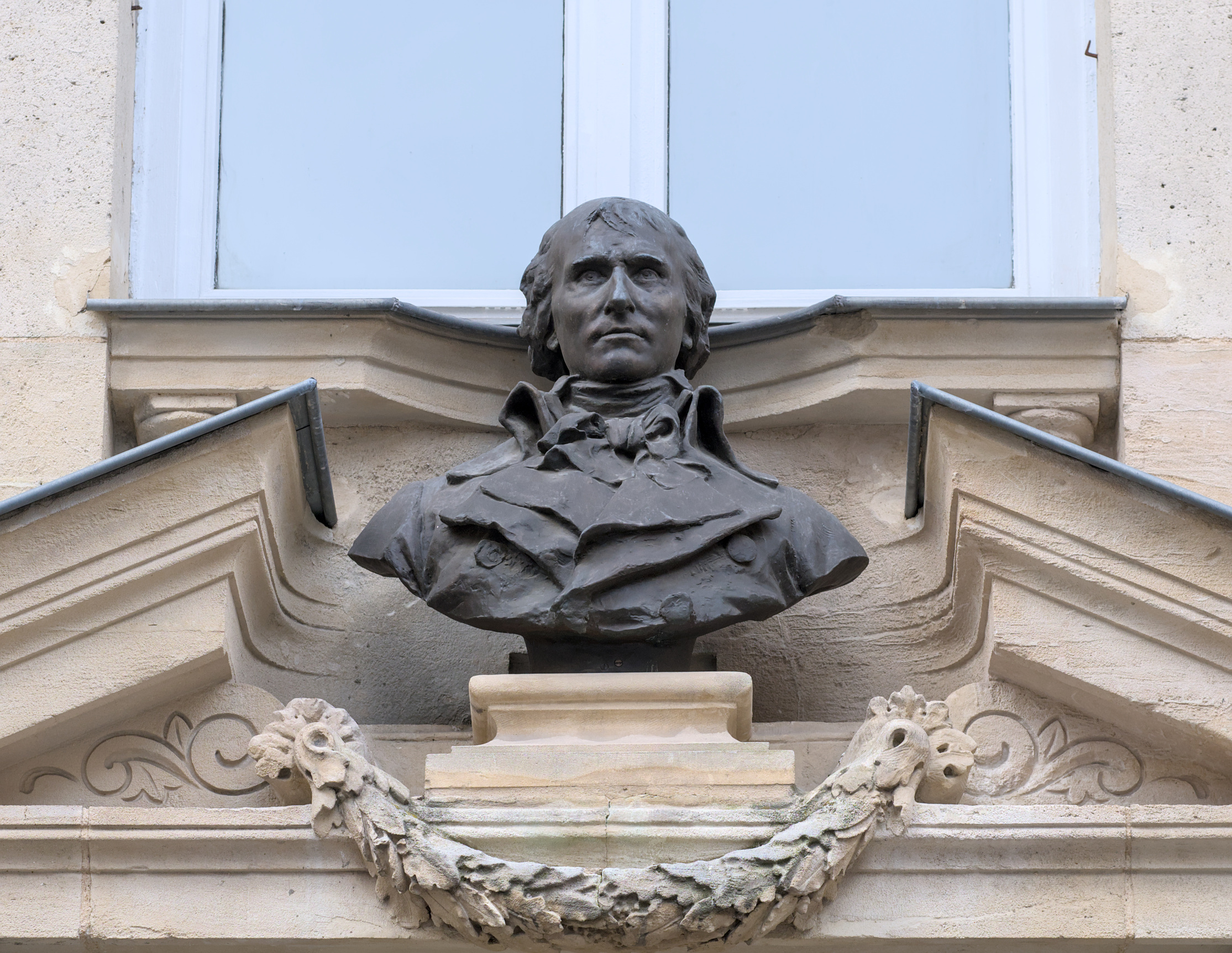
Buste de Lazare Carnot à Paris (1891).

- Amiens, hôtel de ville : Simon Le Mattre, 1881-1883, pierre.
- Dunkerque, musée des beaux-arts : Jean-Baptiste Trystram, buste en bronze.
- Lille, palais des beaux-arts :
  - Hercule brisant sa lyre, Salon de 1881, plâtre ;
  - L'Avare, Salon de 1892, plâtre.
- Lyon, hôtel de préfecture du Rhône : L'Empereur Claude, buste en marbre.
- Grenoble, université Pierre-Mendès-France - Grenoble : Platon, 1879, bas-relief en marbre.
- Palaiseau, École polytechnique : Lazare Carnot, buste en plâtre.
- Paris :
  - musée d'Orsay :
    - Esquisse du tombeau de la famille Porak, plâtre. Le marbre est présenté au Salon de 1889[3] ;
    - À mon ami Guilhaume…, 1898, plaquette en bronze[4].

  - Siège de la Société pour l'Instruction élémentaire, no 6 rue du Fouarre : Lazare Carnot, 1891, buste en bronze.
- Localisation inconnue : 
  - Le Général Faidherbe, 1895, buste en marbre, anciennement à la mairie d'Epernon.
  - Adraste mourant au tombeau d'Atys, Salon de 1879, plâtre, anciennement à Saint-Quentin au musée Antoine-Lécuyer.
  - Personnage de la Renaissance, anciennement à Troyes, délégation militaire départementale de l'Aube.